# Davenport (Iowa)
Davenport er en by i delstaten Iowa i Midtvesten i USA. Byen har et indbyggertal på 101.724 (2020) indbyggere og et areal på 168 km2
. Den er hovedby i det amerikanske county Scott County.
Davenport blev grundlagt i 1836 og ligger langs Mississippifloden, der her danner grænse til delstaten Illinois.